# Michael Schütz (Fußballspieler, 1966)
Michael Schütz (* 12. Dezember 1966 in Düsseldorf) ist ein ehemaliger deutscher Fußballprofi von Fortuna Düsseldorf und Hannover 96 und Trainer im Amateurbereich. 

## Laufbahn
Michael Schütz begann mit dem Fußballspielen beim Düsseldorfer SC 99 und wechselte 1986 zu Fortuna Düsseldorf. Nach einem Jahr bei der Amateurmannschaft der Fortuna debütierte er in der Saison 1987/88 für den Klub in der 2. Bundesliga. Am Ende der Saison hatte er unter Trainer Aleksandar Ristić 37 Spiele bestritten und als Mittelfeldspieler neun Tore erzielt. In der darauffolgenden Saison 1988/89 stieg er mit Fortuna in die Fußball-Bundesliga auf und belegte mit dem Klub den neunten Platz. Insgesamt bestritt Schütz für Fortuna 205 Spiele (13 Tore), darunter 112 Spiele in der Fußball-Bundesliga (9 Tore). 
In der Saison 1993/94 wechselte er zu Hannover 96. Hier beendete er wegen einer schweren Verletzung nach 14 Spielen (ein Tor) seine Karriere als Profifußballer.

## Nach der Spielerkarriere
Michael Schütz ließ sich nach seiner Karriere in der Wedemark nördlich von Hannover nieder. Im Jahr 1996 übernahm er die Position des Spielertrainers beim SV Resse. Später war er in selber Position beim TV Mandelsloh in der Kreisliga Hannover-Land im Amt und führte den Klub auf die Bezirksebene – der bisher größte Erfolg des Klubs. Von 2005 bis 2013 war er erneut Spielertrainer beim niedersächsischen Kreisklasseverein SV Resse und übernahm im Anschluss dessen A-Jugendmannschaft als Trainer.

## Erfolge
Fortuna Düsseldorf
- Meister der 2. Bundesliga und Aufstieg in die Bundesliga 1989